# Caroline Robbins
Ivy Caroline Robbins (* 18. August 1903 bei Harmondsworth, Middlesex (England); † 8. Februar 1999 in Valley Forge, Pennsylvania, USA) war eine britische Historikerin.

## Leben
Robbins entstammte einer baptistischen Bauernfamilie in Middlesex. Ihr Vater Rowland Richard Robbins war zeitweise Präsident der englischen National Farmers Union; ihr älterer Bruder Lionel Robbins trat später als Ökonom hervor und wurde 1959 zum Baron Robbins geadelt.
Caroline Robbins studierte zunächst am Royal Holloway College (B. A. 1924), dann an der London University, wo sie 1926 mit einer Arbeit über Andrew Marvell zum Ph. D. promovierte. Anschließend wanderte sie in die USA aus, wo sie bis zu ihrem Lebensende lehren sollte. Zunächst lehrte sie an der University of Michigan (1926–27), dann an der Western Reserve University (1927–1928) und schließlich am renommierten Frauencollege Bryn Mawr, wo sie bis zu ihrer Emeritierung 1971 den Fachbereich für Britische Geschichte prägte. 1949 erhielt sie eine volle Professur, von 1957 bis 1969 war sie zudem Vorsitzende ihrer Fakultät.
1932 heiratete sie Joseph Herben, einen Professor des Fachbereichs für englische Literatur, legte ihren Geburtsnamen jedoch nicht ab. Zwar konnte sie dem politischen Feminismus wenig abgewinnen, doch engagierte sie sich etwa in den 1940er und 1950er Jahren intensiv in der Berkshire Conference of Women Historians.
Robbins’ Forschungsschwerpunkt war die politische Literatur der englischen Aufklärung. Ihre bedeutendste Arbeit, The Eighteenth-Century Commonwealthman, wurde 1960 mit dem Herbert Baxter Adams Prize der American Historical Association ausgezeichnet, dieselbe Institution ehrte sie zudem 1989 für ihr Lebenswerk mit dem AHA Award for Scholarly Distinction. Das Bryn Mawr College benannte nach ihrem Tod 1999 einen Lehrstuhl nach ihr. Die London University, die ihren Antrag auf den Titel eines DLitt zu ihren Lebzeiten noch abgewiesen hatte (wohl weil Lewis Namier gegen sie intrigierte), rief zudem 2001 eine nach ihr benannte jährliche Vortragsreihe (Caroline Robbins Lecture) ins Leben.

## Werk
In The Eighteenth Century Commonwealthman rief Robbins eine lange vergessene politische Strömung des 18. Jahrhunderts wieder ins Bewusstsein der Historiker: die politische Philosophie der so genannten True Whigs, einer kleinen Gruppe von radikalen politischen Pamphletschreibern, die lautstark gegen die Regierung Robert Walpoles opponierten, insbesondere John Trenchard und Thomas Gordon (die Coautoren der anonym veröffentlichten Cato’s Letters). Stellten die True Whigs und die mit ihnen eng verbundene Country party in England nur eine kleine Splittergruppe dar, so fielen ihre Gedanken in den britischen Kolonien in Nordamerika auf fruchtbaren Boden und wurden vielfach nachgedruckt. Darauf wies zwar schon Robbins hin, doch blieb es dem amerikanischen Historiker Bernard Bailyn überlassen, den prägenden Einfluss der Country-Ideologen auf die Amerikanische Revolution detailliert nachzuzeichnen. Neben Bailyns The Ideological Origins of the American Revolution berufen sich J. G. A. Pococks ideengeschichtliche Arbeiten auf Robbins’ Pionierleistungen auf diesem Gebiet.

## Veröffentlichungen
- The Eighteenth-Century Commonwealthman: Studies in the Transmission, Development and Circumstances of English Liberal Thought from the Restoration of Charles II until the War with the Thirteen Colonies. Harvard University Press, Cambridge MA 1959.
- (Hrsg.): Two English Republican Tracts. Cambridge University Press, 1969.
- Barbara Taft (Hrsg.): Absolute Liberty: A Selection from the Articles and Papers of Caroline Robbins. Archon Books, Hamden CN 1982. ISBN 0-208-01955-3